# Museu Albany, África do Sul
O Museu Albany está localizado em Makhanda, na África do Sul, e é afiliado à Universidade de Rhodes. Fundado em 1855, é o segundo museu mais antigo do país.

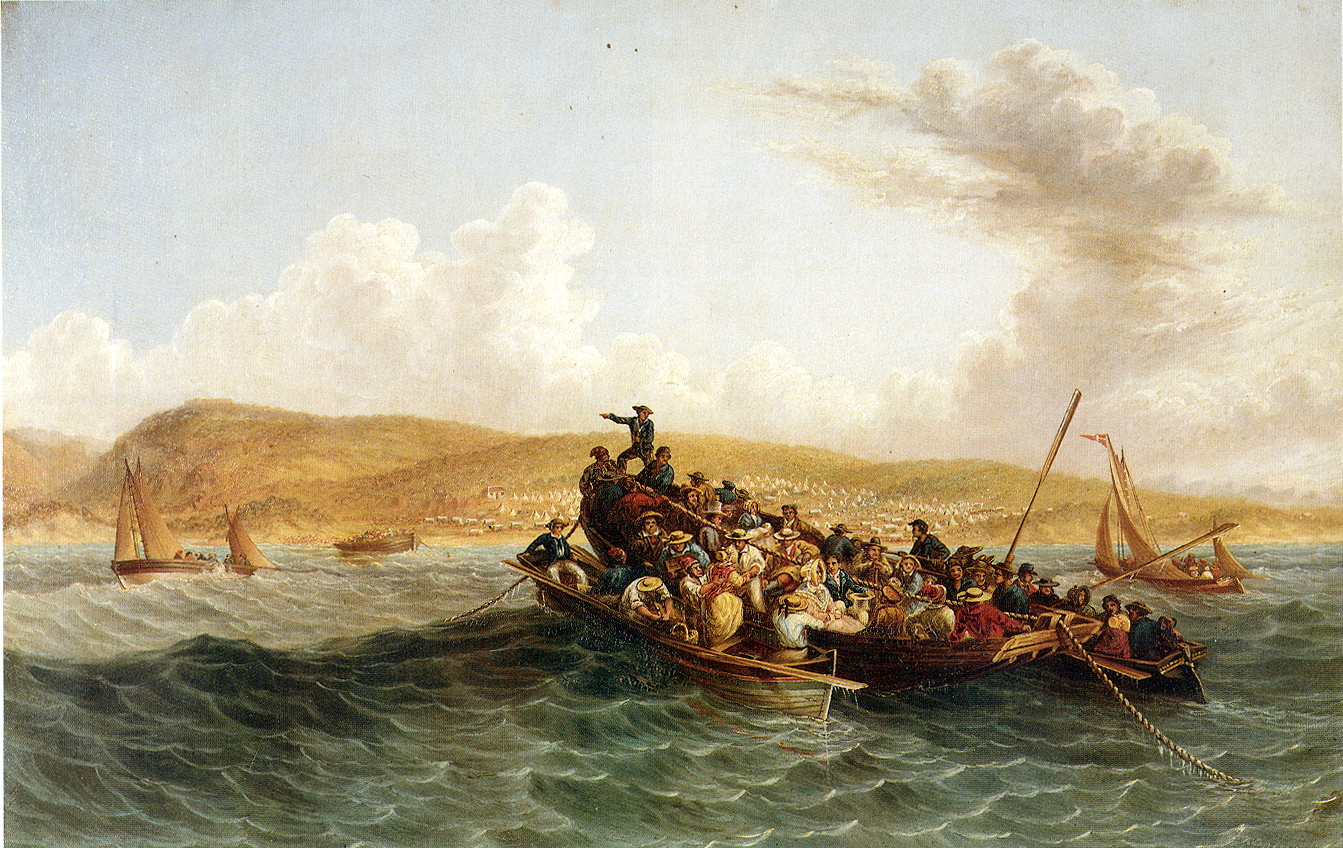
Os colonos britânicos de 1820 desembarcando na en por Thomas Baines (Museu Albany)

As coleções de história natural e geologia da Sociedade Literária, Científica e Médica da Província Oriental serviram como base para o museu. Seu herbário, administrado pelo Instituto Nacional de Biodiversidade da África do Sul, inclui espécimes coletados desde 1812 por William John Burchell e uma doação de 240 espécimes feita por Constance Georgina Adams em 1919. Além disso, o museu abriga materiais geológicos reunidos por Andrew Geddes Bain e W. G. Atherstone, bem como uma vasta coleção de fósseis de invertebrados, vertebrados e tetrápodes, incluindo alguns do renomado sítio Waterloo Farm lagerstätte. O acervo também contém ferramentas de pedra do período paleolítico descobertas por Thomas Holden Bowker (1808–1885) nas proximidades do Rio Great Fish.
Atualmente, o Museu Albany está distribuído em sete edifícios, que contam o Museu de Ciências Naturais, o Museu de História, o Museu Observatório, o Forte Selwyn, a antiga prisão militar Old Provost, o Arco Drostdy e a Antiga Casa do Padre.
O primeiro curador foi B. J. Glanville, que atuou de forma honorária entre 1855 e 1882. Posteriormente, foi oferecido um pequeno salário, e Mary Glanville assumiu o cargo até 1888, quando S. Mundy, um curador temporário, tomou seu lugar. Em 1889, Selmar Schonland assumiu a curadoria, permanecendo até 1910. John Hewitt gerenciou o museu por um período excepcionalmente longo, de 1910 a 1958, sendo sucedido por T. H. Barry, que mais tarde se tornou diretor do Museu Iziko da África do Sul em Cidade do Cabo em 1964. Em 1965, o entomologista Charles Frédéric Jacot-Guillarmod, esposo de Amy Jacot Guillarmod, assumiu até 1977. Posteriormente, B. Wilmot foi curador de 1977 a 1993, seguido por W. Holleman até 1999, e depois por L. Webley a partir de 1999.